# Rewolucyjna Marynarka Wojenna
Marina de Guerra Revolucionaria (Rewolucyjna Marynarka Wojenna) – marynarka wojenna Kuby, część sił zbrojnych tego państwa. Do 1959 roku nosiła nazwę Armada Constitucional de Cuba (Konstytucyjna Marynarka Wojenna Kuby).

## Historia

### I połowa XX wieku

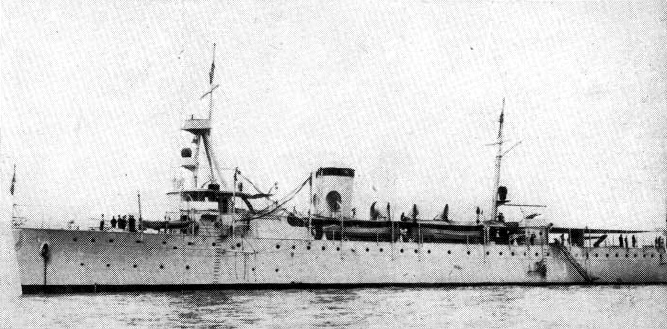
Kanonierka (krążownik) „Cuba”

Kuba uzyskała niepodległość od Hiszpanii po wojnie amerykańsko-hiszpańskiej w 1898 roku, lecz przez kolejne lata pozostawała zależna od USA, które kilkakrotnie podejmowały tam interwencje. Początkowo siły morskie Kuby miały postać służby ochrony wybrzeża podległej Ministerstwu Finansów, a w 1909 roku utworzono oficjalnie marynarkę wojenną. Marynarka kubańska głównie opierała się na kanonierkach, z których pierwszą była 500-tonowa „Baire” zbudowana w 1906 roku w niemieckim Gdańsku. W 1910 roku, za rządów prezydenta Gómeza, przyjęto duży jak na Amerykę Środkową program rozbudowy floty. W jego wykonaniu zbudowano w USA dużą kanonierkę „Cuba” o wyporności ponad 2000 ton, klasyfikowaną lokalnie jako krążownik, oraz kanonierkę szkolną „Patria” i dwie mniejsze w Wielkiej Brytanii. W 1910 roku także utworzono akademię marynarki wojennej w Hawanie. W kolejnych latach jednak marynarkę uzupełniły już tylko nieliczne małe jednostki. W 1912 roku zbudowano dwie małe drewniane kanonierki („Habana” i „Pinar del Rio”), jako pierwsze na miejscu w Hawanie. Ponadto służba ochrony wybrzeża posiadała do kilkunastu jednostek patrolowych różnej wielkości.
Podczas I wojny światowej, 7 kwietnia 1917 roku Kuba w ślad za USA wypowiedziała wojnę Niemcom. Jej marynarka wraz z amerykańską patrolowała wokół Karaibów, bez starć z wrogiem. W listopadzie 1918 roku otrzymała cztery amerykańskie ścigacze okrętów podwodnych typu SC. W okresie międzywojennym Kuba nie nabyła żadnych nowych okrętów, poza jednym patrolowcem straży wybrzeża zbudowanym w Hawanie. Pod koniec tego okresu jej marynarka liczyła tylko ok. 1200 personelu.
W trakcie II wojny światowej, Kuba również w ślad za USA w grudniu 1941 roku wypowiedziała wojnę państwom Osi. Rdzeń jej floty nadal stanowiło dotychczasowe kilka kanonierek z początku wieku. Podczas wojny główne okręty zmodernizowano w USA, a w 1943 roku marynarka została wzmocniona 16 amerykańskimi patrolowcami przekazanymi w ramach umowy Lend-Lease. W połowie 1944 roku zmobilizowano jeszcze około 60 jachtów. Marynarka kubańska wraz z amerykańską pełniła zadania eskortowe i patrolowe na Karaibach, będąc prawdopodobnie najbardziej aktywną z marynarek państw Ameryki Łacińskiej. Największym sukcesem było zatopienie okrętu podwodnego U-176 15 maja 1943 roku przez patrolowiec CS-13.

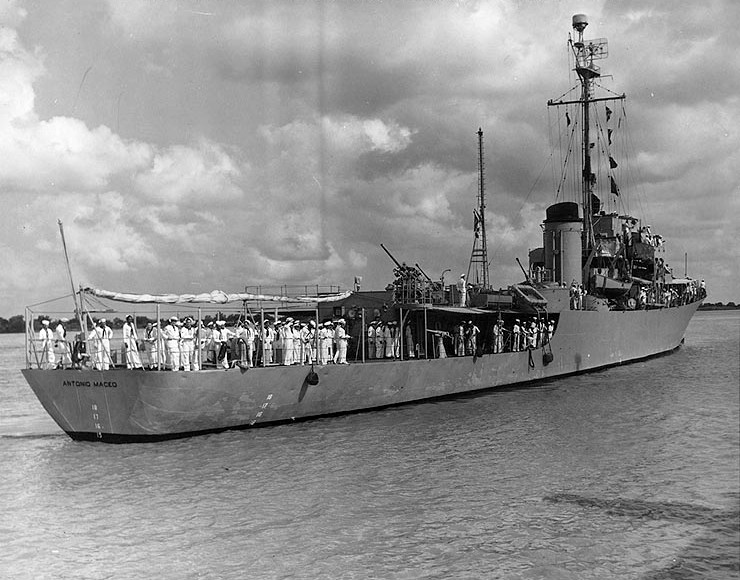
Fregata „Antonio Maceo” amerykańskiego typu Tacoma w 1950

Po wojnie, od 1947 roku Kuba zaczęła otrzymywać okręty z nadwyżek wojennych od USA. Oprócz małych jednostek były to trzy fregaty typu Tacoma („Antonio Maceo”, „Jose Marti”, „Maximo Gomez”) i dwa eskortowce typu PCE („Caribe”, „Siboney”). Szkolenie zapewniali amerykańscy doradcy. Sprawność bojową marynarki obniżały jednak niepokoje polityczne w kraju i zamach stanu Fulgencio Batisty, połączony z usuwaniem mniej lojalnych wobec władzy oficerów. Posiadane okręty słabo się też nadawały  do walki z rewolucjonistami toczącymi w latach 50. wojnę domową.

### II połowa XX wieku

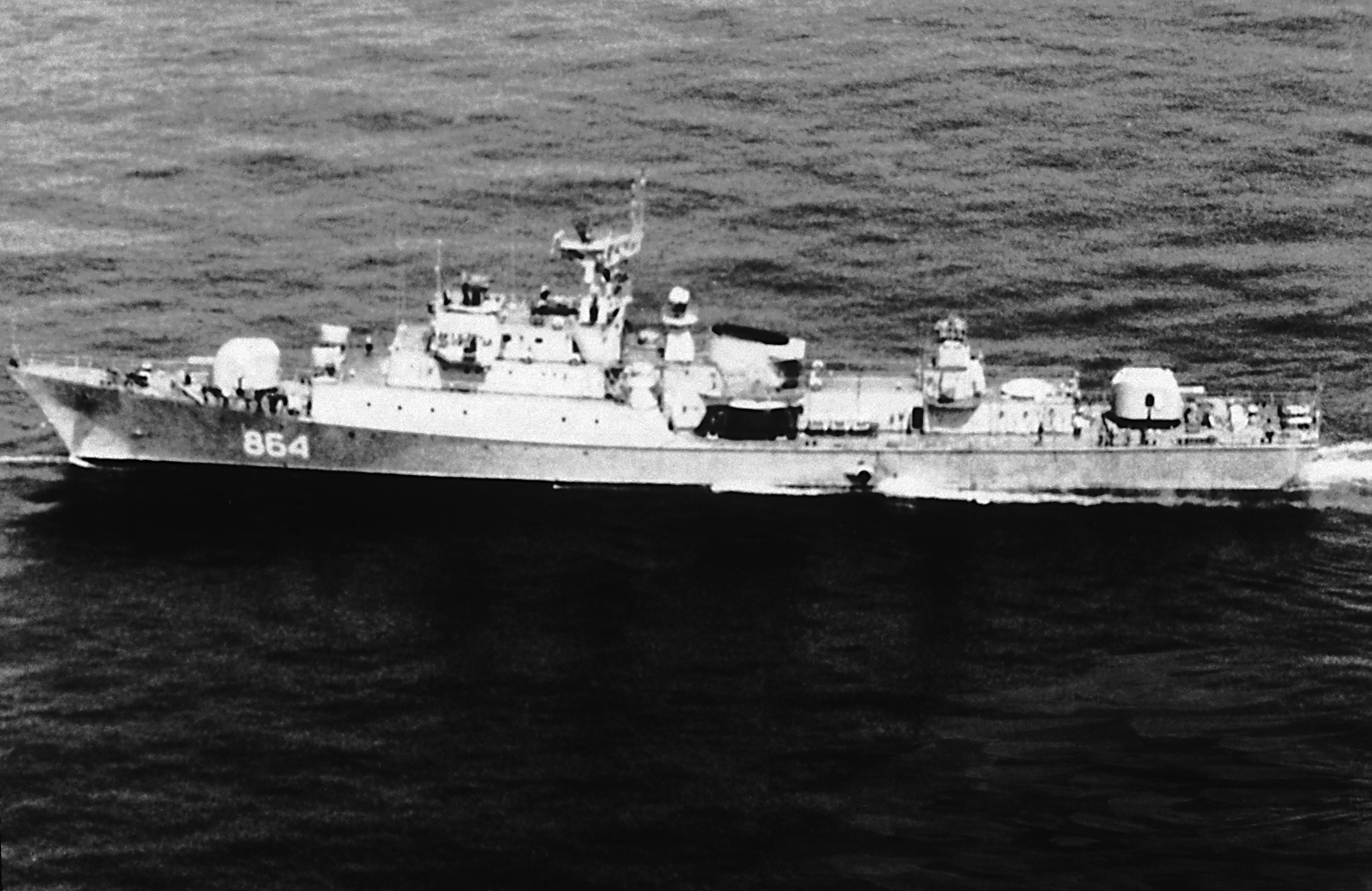
Kubańska fregata „Mariel” projektu 1159 w 1984

W 1959 roku rząd Batisty został obalony przez rewolucję Fidela Castro, po czym marynarka przybrała nazwę rewolucyjnej. Z powodu zagrożenia dla interesów amerykańskich, doszło do wzajemnej wrogości w stosunkach z USA, a rewolucyjna Kuba znalazła oparcie w ZSRR. Od 1962 roku do końca dekady miały miejsce pierwsze dostawy okrętów radzieckich, przede wszystkich lekkich sił uderzeniowych – 18 kutrów rakietowych proj. 183R (Komar), będących pierwszymi jednostkami tej klasy na półkuli zachodniej, 24 kutrów torpedowych projektów 123 (P4) i 183 (P6), oraz patrolowców. Od początku lat 70. dostarczono partiami 19 kutrów rakietowych proj. 205 (Osa I i II), 9 wodolotów torpedowych proj. 206M i trałowce. W tym okresie okręty otrzymywały jedynie numery taktyczne, względnie ich nazwy nie były szerzej ujawnione. Poamerykańskie okręty wycofano do połowy lat 70, przy braku możliwości ich utrzymania.
Na przełomie lat 70/80. kubańska marynarka osiągnęła nowy poziom możliwości, przejmując od 1979 roku trzy okręty podwodne projektu 641 (Foxtrot) („725”, „727” i „729”), oraz od 1981 roku trzy małe fregaty rakietowe projektu 1159 (Koni) („Mariel”, „Moncada” i „356”). Nabyła też w latach 80. dwa okręty desantowe polskiej budowy projektu 771 (Polnocny B) („690”, „691”). Ostatnim większym nabytkiem była radziecka korweta „321” projektu 1241PE (Pauk II) z 1990 roku. Marynarka w szczycie swojego rozwoju sięgnęła liczebności 13 000 personelu, w tym 1000 piechoty morskiej.
W latach 90. rozpoczął się permanentny kryzys ekonomiczny państwa, związany z rozpadem ZSRR jako wspierającego Kubę państwa komunistycznego. Większość okrętów stopniowo utraciła sprawność lub została wykorzystana na części, a liczebność personelu marynarki spadła do 7500 w 1996 roku. Zdolności operacyjne pozostałych okrętów ograniczał brak części i paliwa. Do 1998 roku wycofano okręty podwodne, fregaty i okręty desantowe oraz część mniejszych jednostek. Dłużej sprawność utrzymała jedynie najnowsza korweta „321” projektu 1241PE. Od 2008 roku marynarka kubańska przejęła trzy duże okręty patrolowe przebudowane z łatwiejszych w utrzymaniu trawlerów rybackich, uzbrojonych w działa i przestarzałe wyrzutnie rakiet P-15 zdjęte z kutrów rakietowych. W 2015 roku liczebność personelu marynarki była szacowana na 2800 ludzi.